# 蘇鉄山
蘇鉄山（そてつやま）は大阪府堺市堺区の大浜公園内にある山。

## 概要
標高6.97mの築山。山頂には登録名が大浜公園の一等三角点があり、堺市ホームページ内では一等三角点のある山としては日本一低いと記載がある。1879年（明治12年）の大浜公園開園時、大阪湾の展望のための築山として整備された。山頂付近にソテツが植えられている。
山岳会が結成されており、登山認定書を発行している。

## 歴史
- 1879年（明治12年） - 築山として整備される。
- 1885年（明治18年） - 蘇鉄山の約300メートル東南にあった御蔭山（おかげやま）の山頂に一等三角点が設置される[2]。
- 1939年（昭和14年） - 御蔭山にあった一等三角点が蘇鉄山に移設される[2]。
- 1999年（平成11年） - 登山認定証発行を開始[5]。
- 2000年（平成12年） - 堺市を通じ国土地理院へ申請していた山名登録が実現し、国土地理院発行の2万5000分の1の地図に山名が掲載される[5]。

## 蘇鉄山の画像

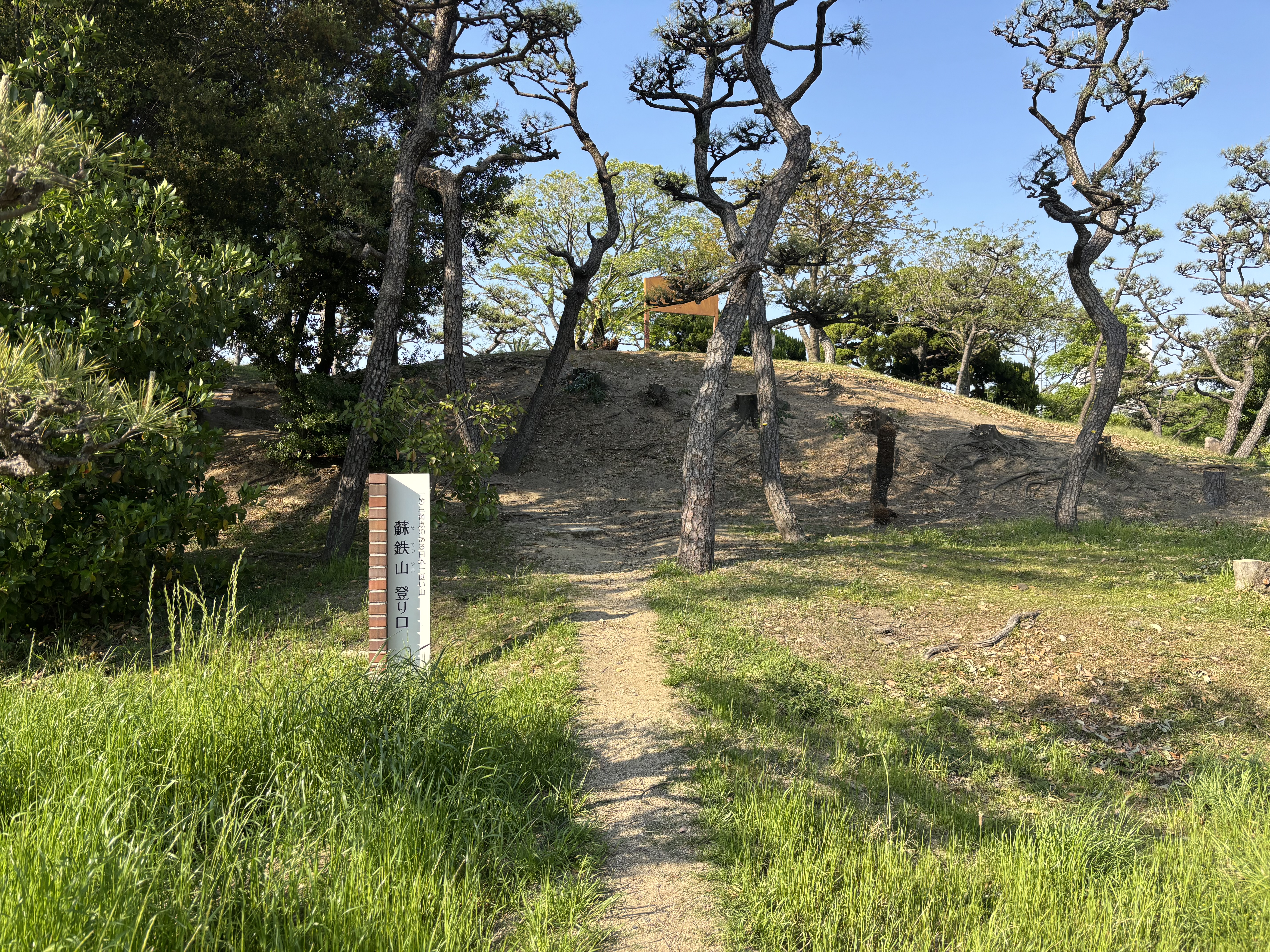
登り口
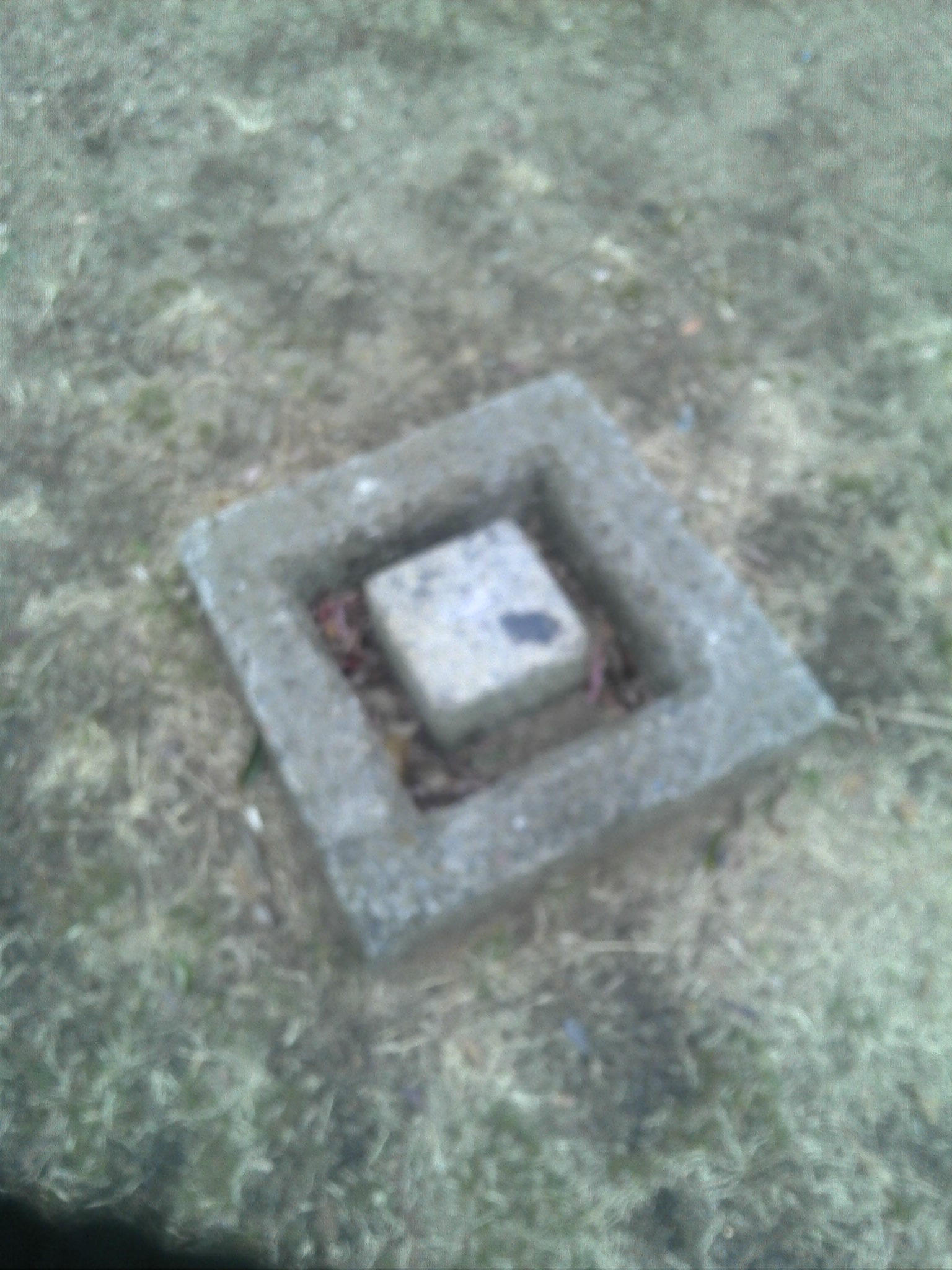
一等三角点